# Soligálich
Soligálich (del ruso: Солига́лич) es una ciudad del óblast de Kostromá, en Rusia, y el centro administrativo del raión de Soligálich. Se encuentra sobre la orilla izquierda del río Kostromá, a 166 km de Kostromá. Su población ascendía en 2008 a 6.300 habitantes.

## Historia
En un principio la ciudad era un importante centro de salinas, que proveían no solo a Rusia, sino a gran parte de Escandinavia. Estas salinas son nombradas en el testamento de Iván Kalita como Sol-Gálichkaya, o "sal de Gálich".
A finales del siglo XIV, las salinas fueron heredadas por la familia de Dmitri Shemiaka, quien proveía los fondos necesarios para las largas guerras por el control de Moscú. En 1450 tanto Gálich como Soligálich son conquistadas por Basilio II.
En el siglo XVI, las salinas eran explotadas por el Monasterio de la Trinidad y de San Sergio y otros cinco monasterios. La localidad fue varias veces saqueada por los tártaros de Kazán y los udmurtos.
En 1609, Soligálich se convierte en sede de un voivodato. Fue saqueada por una de las unidades polaco-lituanas que arrasaban Rusia en el conflicto conocido como la Guerra Polaco-Moscovita (1605-1618) del Período Tumultuoso. En 1649, la ciudad, de madera, fue destruida por el fuego. Hacia finales del siglo XVII, media docena de iglesias fueron reconstruidas en ladrillo, por lo que han sobrevivido hasta nuestros días.
En 1708, Soligálich fue incorporada a la gubérniya de Arcángel. Setenta años más tarde, se crea la guberniya de Kostromá, y Soligálich, dentro de ella, se convierte en un centro de uyedz. Actualmente la ciudad es conocida como una estación termal secundaria, tiene fuentes de agua mineral y baños de lodo. La ciudad tiene un monumento al explorador Gennadi Nevelskói, nacido en los alrededores.

## Demografía
| 1897  | 1926  | 1939  | 1959  | 1970  |
| ----- | ----- | ----- | ----- | ----- |
| 3 400 | 3 400 | 5 400 | 5 800 | 6 700 |
| 1979  | 1989  | 1996  | 2002  | 2008  |
| 7 100 | 7 500 | 7 300 | 6 996 | 6 300 |
| 2024  |       |       |       |       |
| 6 900 |       |       |       |       |